# Reichenbach/O.L.
Reichenbach/O.L. (obersorbisch Rychbach) ist eine sächsische Kleinstadt im Landkreis Görlitz in der Oberlausitz. Die Stadt ist Verwaltungssitz und erfüllende Gemeinde für die Verwaltungsgemeinschaft Reichenbach/O.L.

## Geographie

### Gemeindegliederung
Zur Stadt selbst gehören die früher selbständigen Dörfer Niederreichenbach (1957 eingemeindet), Oberreichenbach (1969) und Oehlisch (1974). Am 1. Januar 1994 wurden weitere umliegende Gemeinden zur Stadt eingemeindet:
- Zoblitz: Der Ort liegt jenseits der alten sächsisch-preußischen Grenze und gehörte vor der Gemeindereform in Sachsen zum Altkreis Löbau. Die Bevölkerung entschied sich in einer Bürgerbefragung für die Zugehörigkeit zu Reichenbach. Es existiert ein Haltepunkt für Nahverkehrszüge.
- Meuselwitz: Kirchdorf, zu dem zum Zeitpunkt der Eingemeindung außerdem die (früher ihrerseits selbständigen) Gemeinden Goßwitz, Schöps, Borda und Krobnitz gehörten sowie auch die Ortsteile Gurigk, Reißaus und Lehnhäuser.
- Dittmannsdorf mit Ortsteil Biesig.
- Mengelsdorf, dazu gehörig Löbensmüh und Feldhäuser.

Zum 1. Januar 2014 erfolgte die Eingliederung der Nachbargemeinde Sohland am Rotstein.

## Geschichte
Die Gründung der Waldhufendörfer Ober- und Niederreichenbach erfolgte um 1200. Erstmals wird die spätere Stadt Reichenbach am 22. Februar 1238 als Richenbach in einer Privilegienurkunde des böhmischen Königs Wenzel für das nahe Ostritz gelegene Zisterzienserinnenkloster St. Marienthal erwähnt, wo sie bis heute aufbewahrt wird. Darin wird für Reichenbach (Richembach) ein königl. Vogt nachgewiesen. Da der Ort an der mittelalterlichen Handelsstraße Via Regia gelegen war, gewann er recht schnell an Bedeutung. 1301 werden die Brüder Jencz und Ramfold von Gersdorf als Herren auf Gersdorf und Reichenbach genannt. Ausdrücklich als Stadt wird Reichenbach erstmals 1306 bezeichnet. Die entsprechende Urkunde befindet sich im Kloster St. Marienstern in Panschwitz-Kuckau.

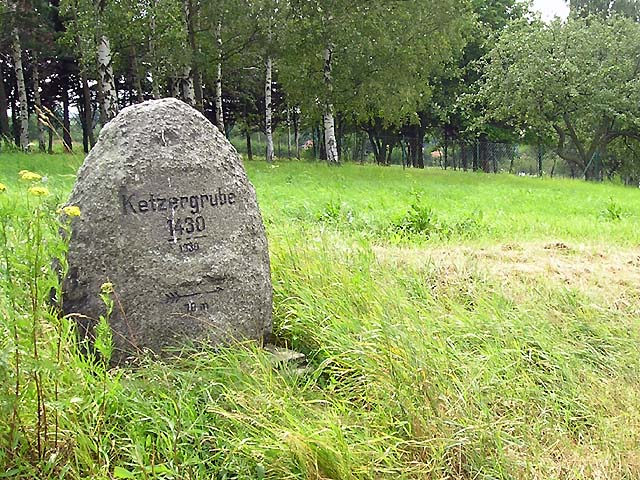
Gedenkstein an der Ketzergrube

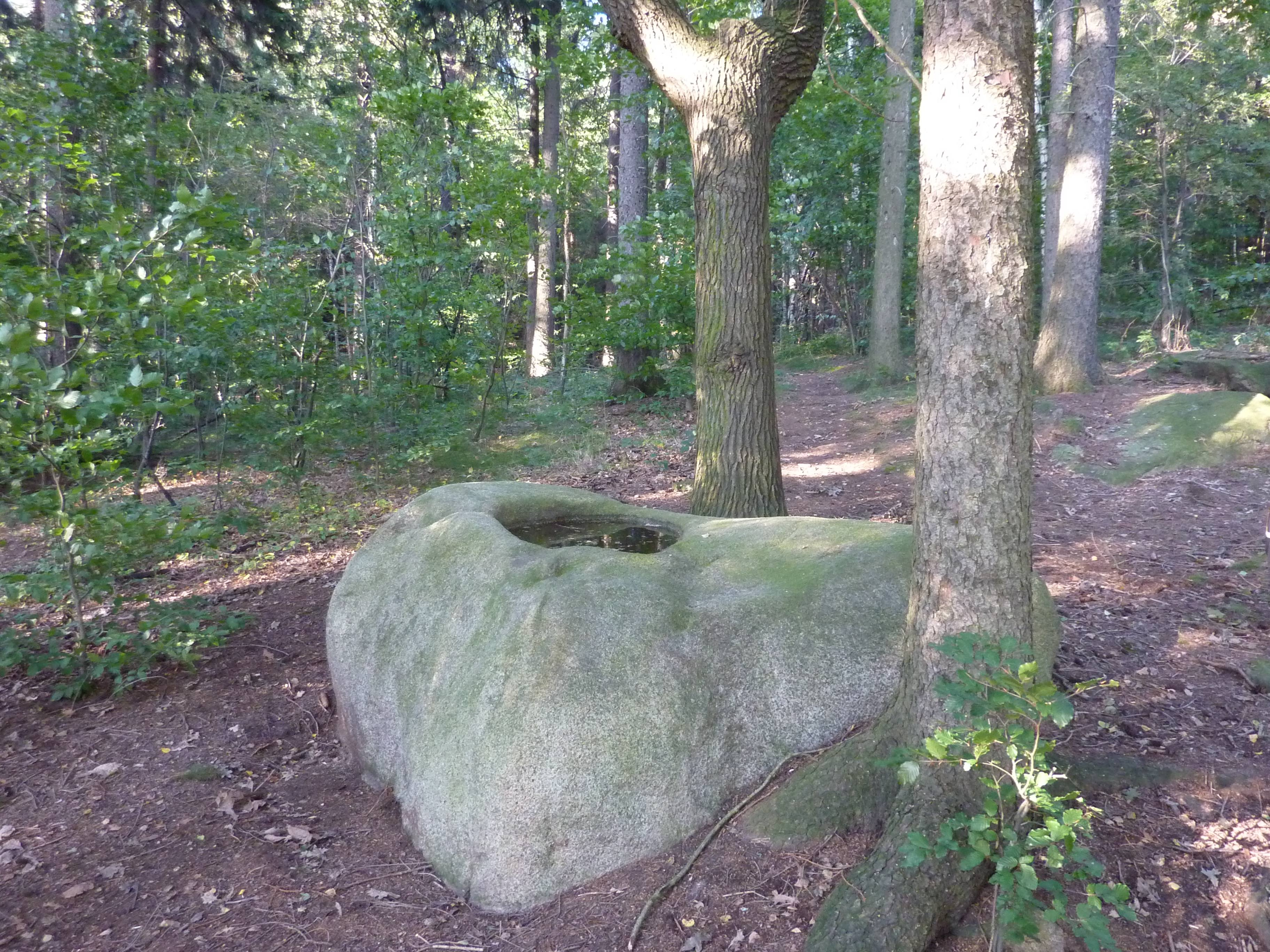
Opferstein

In den Hussitenkriegen wurde Reichenbach zur Jahreswende 1430/31 von einem 8.000 Mann starken Heer unter Prokop dem Großen belagert. Der Ort wurde niedergebrannt, jedoch konnten sich die Bewohner innerhalb der von einer Wehrmauer umgebenen Stadtkirche St. Johannis verschanzen und erfolgreich verteidigen. Die getöteten Hussiten wurden unterhalb des Töpferbergs (284 m) verscharrt, weswegen diese Stelle bis heute Ketzergrube genannt wird. Ein Tor in der Wehrmauer der Kirche, durch das einige Belagerer eingedrungen sein sollen, heißt seither Hussitentor. 1580 fiel die Gutsherrschaft Reichenbach von den Herren von Gersdorff an die Familie von Warnsdorf. Danach gelangte es in Besitz von Siegmund von Peschen (1628), Gottfried von Sander (1638), des letzteren Witwe Anna Sabina von Kyaw (1660) und ihrer gemeinsamen Tochter Sophie Tugendreich. Im Jahr 1671 erlangte Georg Ernst von Gersdorff das Gut durch seine Heirat mit Sophie Tugendreich von Sander und brachte es so für drei weitere Generationen in Besitz der Familie Gersdorf; 1682 kaufte er ihr pro forma den Besitz ab.

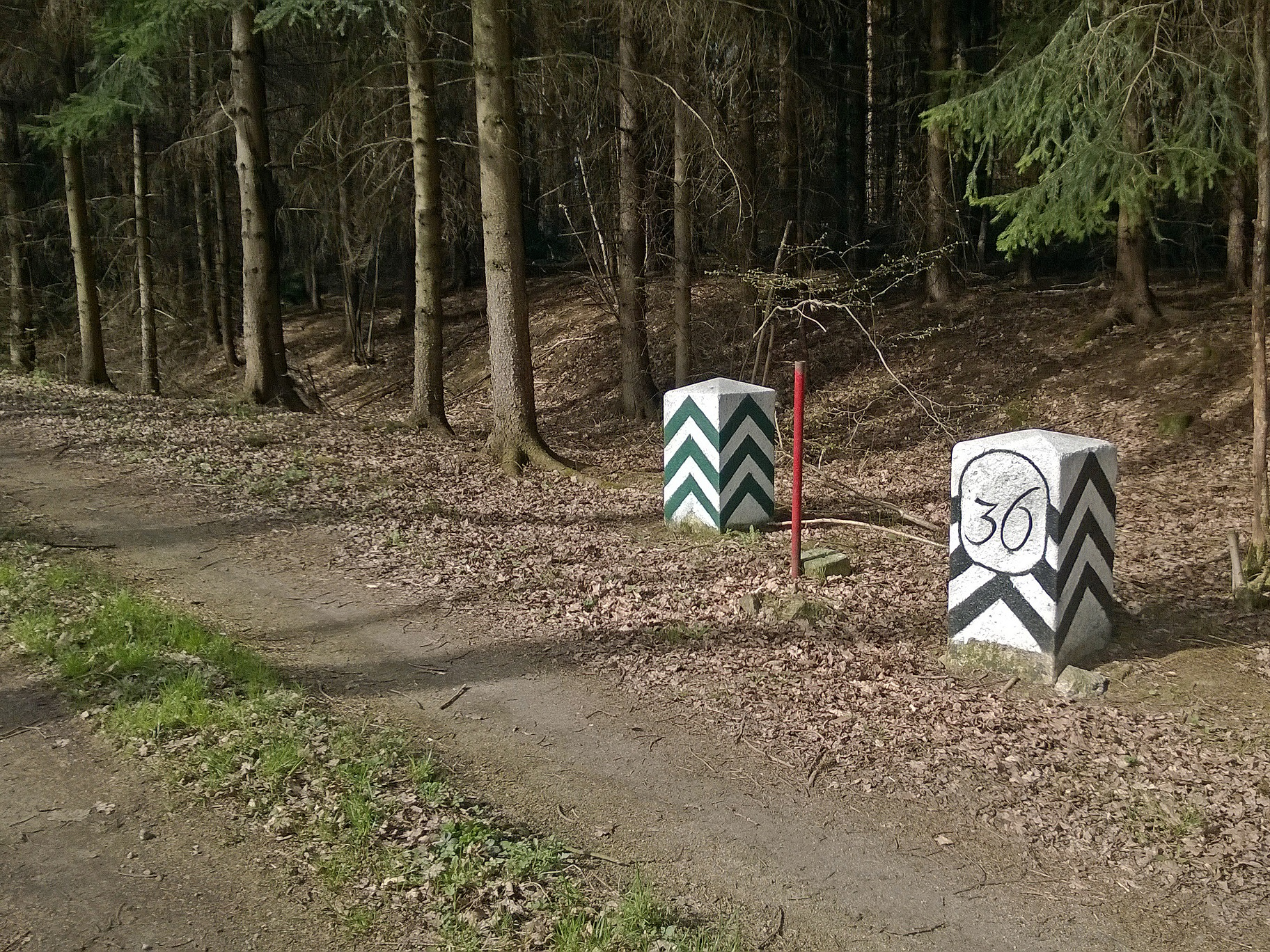
Sächsisch-preußisches Grenzsteinpaar bei Reichenbach

Mehrmals durchquerte Napoleon den Ort, wobei er jeweils beim Apotheker der Stadt Quartier nahm. An der Außenwand der alten Apotheke weist eine Gedenktafel darauf hin. Beim Gefecht bei Reichenbach am 22. Mai 1813 mussten sich die Franzosen den Russen geschlagen geben. Im Zuge der staatlichen Neuordnung nach dem Wiener Kongress wurde die neue sächsisch-preußische Grenze zwischen Reichenbach und das benachbarte Sohland a. R. gelegt und die Stadt gehörte ab 1816 zum Landkreis Görlitz in der preußischen Provinz Schlesien.
Nach dem Zweiten Weltkrieg, von dessen Zerstörungen die Stadt weitgehend verschont blieb, wurde der westlich der Lausitzer Neiße gelegene Teil Schlesiens dem Land Sachsen zugeschlagen. Nach Auflösung der Länder in der DDR gehörte die Stadt zum Kreis Görlitz im Bezirk Dresden und seit 1990 wieder zum neu gegründeten Freistaat Sachsen. Inzwischen erfüllt die Stadt die Funktion eines Unterzentrums im neuen Landkreis Görlitz.

## Kirchen
Die Evangelische Kirchengemeinde Meuselwitz-Reichenbach/OL gehört zur Evangelischen Kirche Berlin-Brandenburg-schlesische Oberlausitz. Die katholische Gemeinde gehört zum Bistum Görlitz, durch eine erneute Gemeindereform ist die katholische Kirche St. Anna seit dem 1. September 2012 nun eine Filialkirche innerhalb der Pfarrgemeinde Heiliger Wenzel Görlitz.
Außerdem gibt es eine Evangelisch-Freikirchliche Gemeinde (Brüdergemeinde) und eine Gemeinde der Siebenten-Tags-Adventisten.

## Politik
Reichenbach ist Sitz der Verwaltungsgemeinschaft Reichenbach/O.L. Dazu gehören neben der Stadt die Gemeinden Königshain und Vierkirchen.

### Stadtrat
Seit der Gemeinderatswahl am 9. Juni 2024 verteilen sich die 17 Sitze des Stadtrates folgendermaßen auf die einzelnen Gruppierungen:
- Unabhängige-Reichenbacher-Bürger-Initiative e. V. (URBI): 7 Sitze
- AfD: 4 Sitze
- CDU: 3 Sitze
- Unabhängige Wählergemeinschaft „Freie Wähler“ Sohland a. R. (FWS): 3 Sitze

| Stadtrat ab 2024Insgesamt 17 Sitze - URBI: 7 - FWS: 3 - CDU: 3 - AfD: 4 Ein Sitz der AfD bleibt unbesetzt. Der Stadtrat verkleinert sich entsprechend. | Liste                                                       | 2024   | 2024   | 2019   | 2019   | 2014   | 2014   |
| Stadtrat ab 2024Insgesamt 17 Sitze - URBI: 7 - FWS: 3 - CDU: 3 - AfD: 4 Ein Sitz der AfD bleibt unbesetzt. Der Stadtrat verkleinert sich entsprechend. | Liste                                                       | Sitze  | in %   | Sitze  | in %   | Sitze  | in %   |
| Stadtrat ab 2024Insgesamt 17 Sitze - URBI: 7 - FWS: 3 - CDU: 3 - AfD: 4 Ein Sitz der AfD bleibt unbesetzt. Der Stadtrat verkleinert sich entsprechend. | Unabhängige-Reichenbacher-Bürger-Initiative e. V.           | 7      | 36,5   | 9      | 43,7   | 9      | 43,1   |
| Stadtrat ab 2024Insgesamt 17 Sitze - URBI: 7 - FWS: 3 - CDU: 3 - AfD: 4 Ein Sitz der AfD bleibt unbesetzt. Der Stadtrat verkleinert sich entsprechend. | AfD                                                         | 4      | 29,4   | 4      | 22,3   | –      | –      |
| Stadtrat ab 2024Insgesamt 17 Sitze - URBI: 7 - FWS: 3 - CDU: 3 - AfD: 4 Ein Sitz der AfD bleibt unbesetzt. Der Stadtrat verkleinert sich entsprechend. | CDU                                                         | 3      | 18,7   | 3      | 17,3   | 5      | 25,9   |
| Stadtrat ab 2024Insgesamt 17 Sitze - URBI: 7 - FWS: 3 - CDU: 3 - AfD: 4 Ein Sitz der AfD bleibt unbesetzt. Der Stadtrat verkleinert sich entsprechend. | Unabhängige Wählergemeinschaft „Freie Wähler“ Sohland a. R. | 3      | 15,4   | 2      | 13,2   | 2      | 13,9   |
| Stadtrat ab 2024Insgesamt 17 Sitze - URBI: 7 - FWS: 3 - CDU: 3 - AfD: 4 Ein Sitz der AfD bleibt unbesetzt. Der Stadtrat verkleinert sich entsprechend. | SPD                                                         | –      | –      | –      | 3,2    | –      | –      |
| Stadtrat ab 2024Insgesamt 17 Sitze - URBI: 7 - FWS: 3 - CDU: 3 - AfD: 4 Ein Sitz der AfD bleibt unbesetzt. Der Stadtrat verkleinert sich entsprechend. | Linke                                                       | –      | –      | –      | –      | 1      | 6,8    |
| Stadtrat ab 2024Insgesamt 17 Sitze - URBI: 7 - FWS: 3 - CDU: 3 - AfD: 4 Ein Sitz der AfD bleibt unbesetzt. Der Stadtrat verkleinert sich entsprechend. | WRU                                                         | –      | –      | –      | –      | 1      | 6,4    |
| Stadtrat ab 2024Insgesamt 17 Sitze - URBI: 7 - FWS: 3 - CDU: 3 - AfD: 4 Ein Sitz der AfD bleibt unbesetzt. Der Stadtrat verkleinert sich entsprechend. | NPD                                                         | –      | –      | –      | –      | –      | 3,9    |
| Stadtrat ab 2024Insgesamt 17 Sitze - URBI: 7 - FWS: 3 - CDU: 3 - AfD: 4 Ein Sitz der AfD bleibt unbesetzt. Der Stadtrat verkleinert sich entsprechend. | Wahlbeteiligung                                             | 70,4 % | 70,4 % | 65,9 % | 65,9 % | 52,7 % | 52,7 % |
| 2009 betrug die Wahlbeteiligung 51,1 %. |                                                             |        |        |        |        |        |        |

### Bürgermeister
Bürgermeister ist seit 2015 Carina Dittrich.
| Wahl | Bürgermeister   | Vorschlag        | Wahlergebnis (in %) |
| ---- | --------------- | ---------------- | ------------------- |
| 2022 | Carina Dittrich | Dittrich         | 46,6                |
| 2015 | Carina Dittrich | FW Sohland a. R. | 28,7                |
| 2008 | Andreas Böer    | CDU              | 68,6                |
| 2001 | Andreas Böer    | CDU              | 84,0                |

### Wappen
Blasonierung

Gersdorffer Familienwappen

In Blau über blauem Wasser eine goldene Burg mit geschlossenem rotem Tor und zwei sich nach oben verjüngenden Zinnentürmen; zwischen ihnen ein kleiner Schild, geteilt und halb gespalten von Rot, Silber und Schwarz.
Bedeutung
Das Wappen in seiner heutigen Form ist ein Neuentwurf aus dem Jahr 1901. Im Vordergrund ist ein Fluss oder Bach, der auf den Stadtnamen hinweist. Darüber befindet sich eine Burg, deren geschlossenes Tor auf die abgewiesenen Hussitenangriffe hindeutet. Zwischen den Türmen der Burg befindet sich im Schildzentrum das Wappen der Herren von Gersdorff, die – mit Unterbrechungen – von 1380 bis ins 19. Jahrhundert die Grundherren der Stadt waren.
Gold und Blau sowie die Zinnenmauer symbolisieren die Lage in der Oberlausitz, aus deren Wappen (beziehungsweise dem Wappen der Stadt Bautzen) diese Elemente entnommen sind.

### Partnergemeinden
- Seckach (Baden-Württemberg, seit 1990)
- Karpacz (Polen, dt. Krummhübel, seit 1995)

## Kultur und Sehenswürdigkeiten

### Stadtbild und Bauwerke

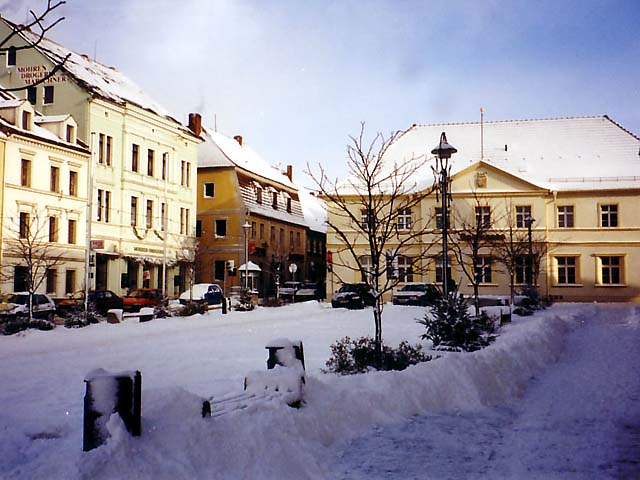
Markt (2001)

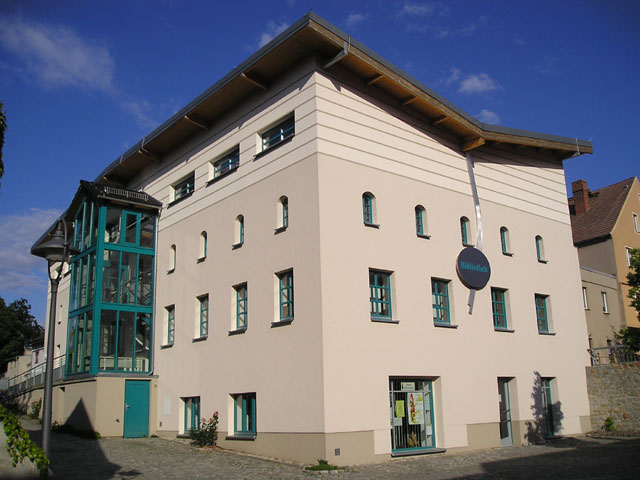
Bibliothek (2004)

Das Stadtbild wird durch den großen Marktplatz im Zentrum geprägt. Direkt am Markt steht die alte Apotheke, in der Napoleon Bonaparte und König Friedrich Wilhelm III. zu Gast waren – an der der Schlossgasse zugewandten Außenwand des Gebäudes weist eine Tafel darauf hin. Aus der Rückwand des Hauses ragen sichtbar zwei Kanonenkugeln aus dieser Zeit. Das Sparkassengebäude an der Ostseite des Platzes war früher ein Gasthof, der 1809 den Dichter Theodor Körner beherbergte, was ebenfalls auf einer Gedenktafel vermerkt ist. Zur Marktseite hin wird das Gebäude durch eine Reliefdarstellung des Stadtwappens geziert. Den Eingang an der Görlitzer Straße flankieren große Reliefs mit Männern, die ihr Erspartes zur Kasse bringen.
Im Zentrum unweit des Marktes steht die neu gebaute Stadt- und Kreisbibliothek. Der Heimatverein Reichenbach hat das Ackerbürgermuseum Reichenbach aufgebaut, das jetzt zum Schlesisch-Oberlausitzer Museumsverbund gehört. Der Bernhard-Lekve-Park beherbergt etliche botanische Besonderheiten. Im Niederhofpark wird durch einen Gedenkstein Napoleons Befehlsstandort beim Gefecht bei Reichenbach vom 22. Mai 1813 markiert.

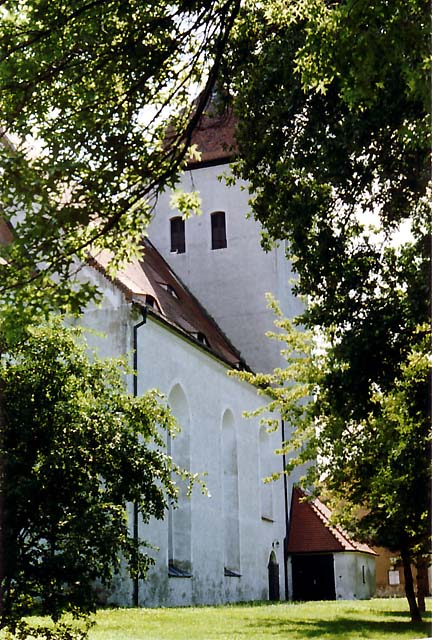
Stadtkirche St. Johannis (2003)

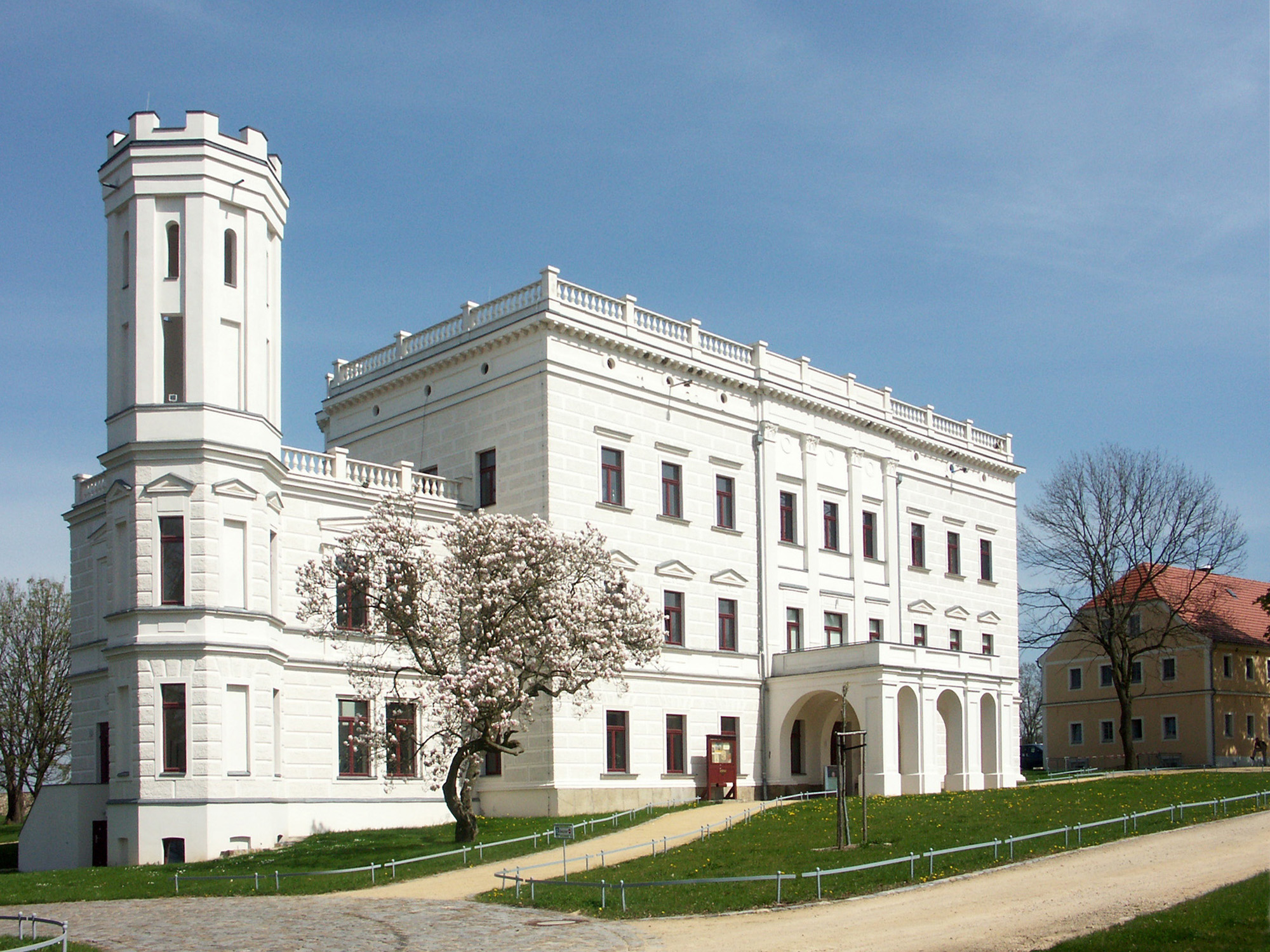
Schloss Krobnitz (2009)

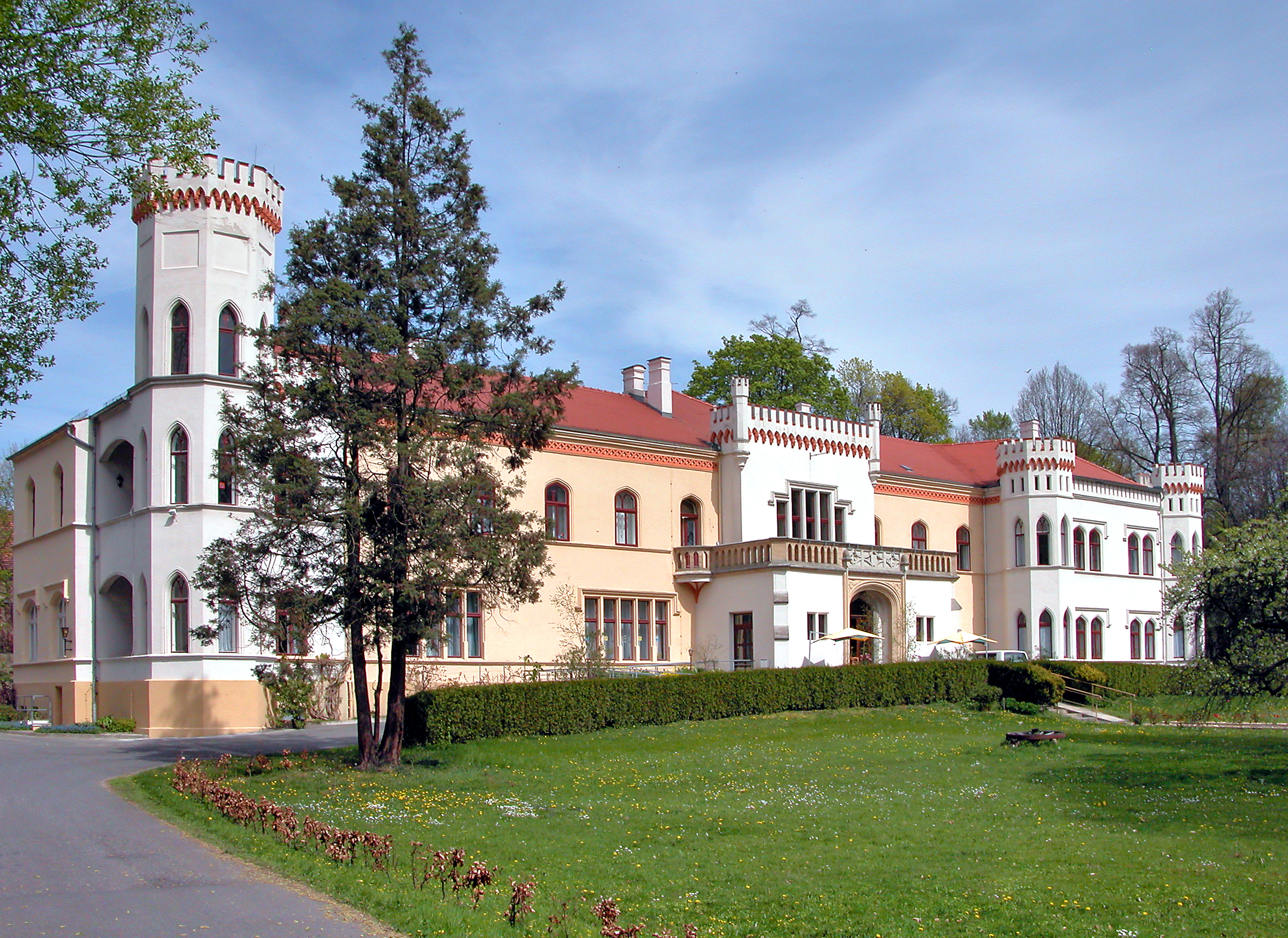
Schloss Mengelsdorf (2007)

Markantestes Gebäude der Stadt ist die evangelische Stadtkirche St. Johannis, die im 12./13. Jahrhundert erbaut wurde. Reichenbach besaß keine Stadtmauer, jedoch ist der Kirchplatz von einer Wehrmauer umgeben. Das sogenannte Hussitentor erinnert an die hussitische Belagerung 1430/1431.  An dieser Stelle soll es den Belagerern gelungen sein, den Verteidigungsring um die Kirche zu durchbrechen. Die Kirche fiel 1670 einem Brand zum Opfer und wurde in ihrer heutigen Gestalt wiederaufgebaut. Die Orgel des Baumeisters Friedrich Ladegast aus dem Jahr 1866 wurde 1999/2000 restauriert. Eine umfassende Außen- und Innensanierung des Kirchbaus begann in den 1980er Jahren. An der Görlitzer Straße, früher außerhalb der Stadt gelegen, steht die 1900 geweihte, neugotische katholische St.-Annen-Kirche, vorher befand sich an dieser Stelle eine Fachwerkkapelle mit Dachreiter, die seit 1813 eine Ruine war.
Auf dem Töpferberg (284 m) erhebt sich eine alte Windmühle, die früher mit fünf Flügeln besetzt war. Auf dem Gipfel des Hügels weist ein 1913 aufgestellter Gedenkstein auf das Gefecht bei Reichenbach von 1813 hin.
In den eingemeindeten Dörfern ist besonders das restaurierte und als Museum genutzte Schloss Krobnitz mit seinem Park zu erwähnen, das der preußische Kriegs- und Marineminister Albrecht Graf von Roon als Alterssitz bewohnte. In Mengelsdorf dient das 1859 im Tudorstil erbaute Schloss mit umgebendem Park als sozialtherapeutische Wohnstätte Caritasheim „St. Hedwig“.
Der Berliner Bildhauer Victor Seifert schuf 1914 für Reichenbach ein Denkmal des preußischen Politikers Otto Theodor von Seydewitz, das nach 1945 abgerissen wurde.
Die Kulturdenkmale sind in der Liste der Kulturdenkmale in Reichenbach/O.L. erfasst.

### Naturschutz
- Siehe auch: Liste der Naturdenkmale in Reichenbach/O.L.

### Erlebnisbad Reichenbach
Das Freibad wurde 1934 erbaut und 1994 nach umfassender Rekonstruktion und Modernisierung als Erlebnisbad wiedereröffnet. Zu den Highlights gehören die 42 Meter lange Rutsche und ein Strömungskanal, Wasserpilze und ein Kleinkinder-Bereich mit niedriger Tierrutsche und einem Kinderwasserpilz, sowie ein Spielplatz. Zur Anlage gehören neben den Schwimmbecken auch Sportanlagen. Das Freizeitbad hat über die Grenzen der Stadt große Bedeutung.

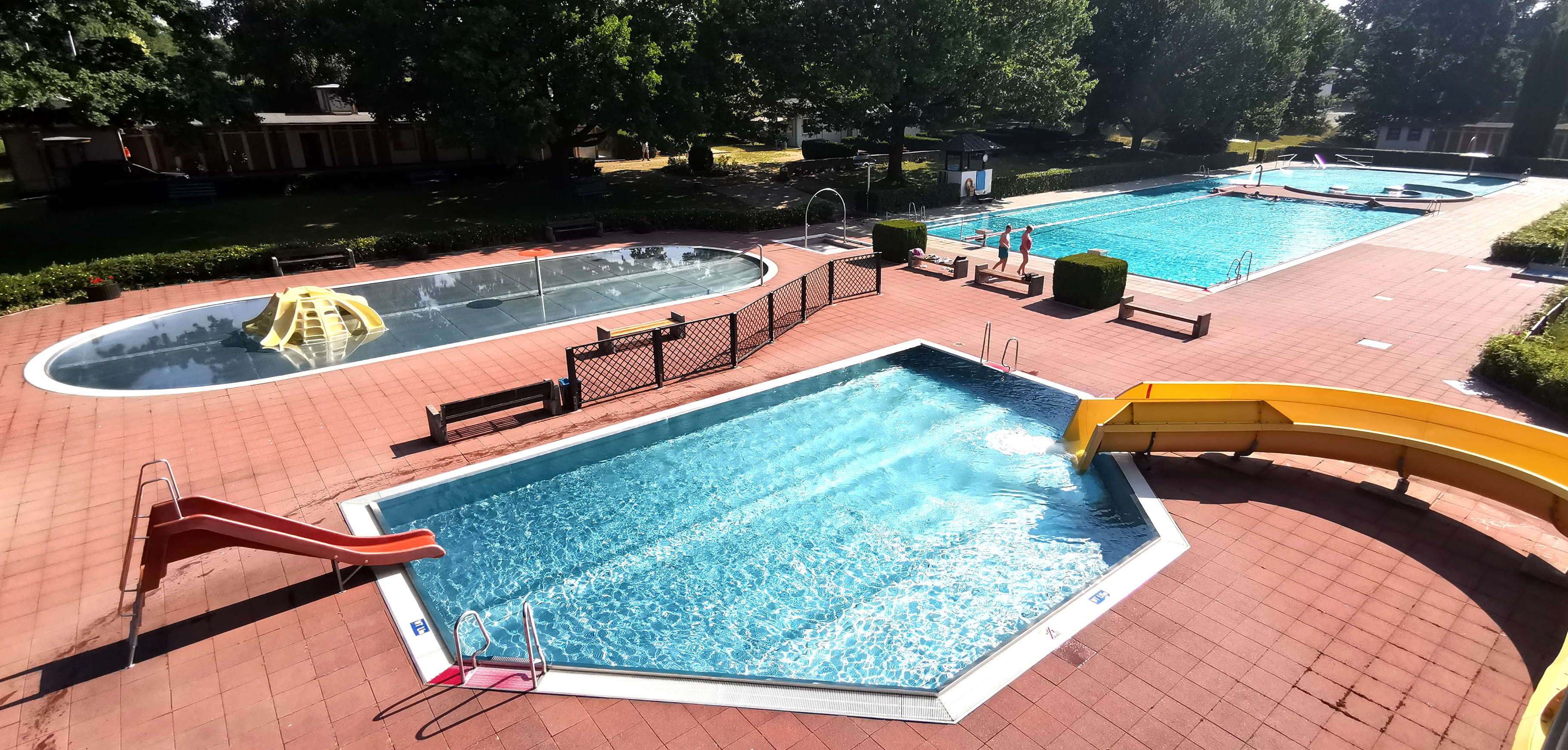
Erlebnisbad Reichenbach

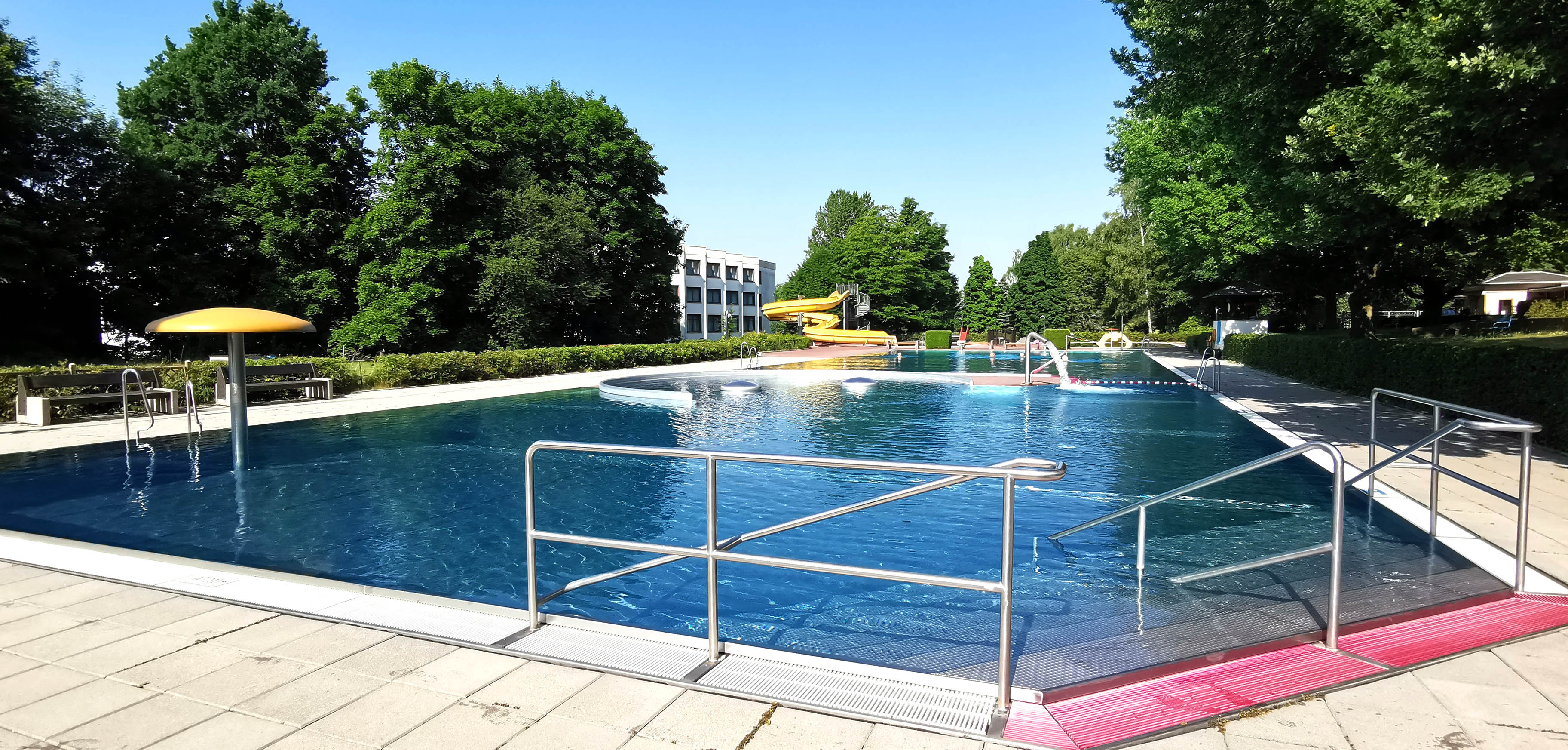
Erlebnisbad Reichenbach

## Wirtschaft und Infrastruktur

### Verkehr
Reichenbach liegt an der Bundesstraße 6, die von Görlitz kommend über Dresden weiter in Richtung Harz und Bremen führt. Eine Ortsumfahrung wurde nach zwei Bauabschnitten 2005 fertiggestellt. Die nächsten Anschlussstellen zur Autobahn 4 sind Weißenberg und Nieder Seifersdorf. Die Stadt wurde 1847 an die Bahnstrecke Görlitz–Dresden angeschlossen. Der Bahnhof der Stadt wird heute nur noch als Haltepunkt für Nahverkehrszüge der Länderbahn („Trilex“) und der Ostdeutschen Eisenbahn (ODEG) genutzt. Ein weiterer Haltepunkt befindet sich im Ortsteil Zoblitz zwischen Reichenbach und Löbau. Busverbindungen der Kraftverkehrsgesellschaft Dreiländereck und der Regionalbus Oberlausitz bestehen zu den benachbarten größeren Städten Görlitz, Löbau, Niesky sowie nach Bernstadt und Weißenberg.

### Bildung
An allgemeinbildenden Schulen gibt es in Reichenbach eine Oberschule und eine Grundschule im Verantwortungsbereich der Sächsischen Bildungsagentur, Regionalstelle Bautzen. Vorgängereinrichtung beider Schulen war die Polytechnische Oberschule (POS) „Erich Weinert“. Weiterhin gibt es in Reichenbach eine Außenstelle der Kreismusikschule Dreiländereck (Hauptsitz in Löbau), deren Träger der Landkreis Görlitz ist.

### Rundfunksender
Der Sender Reichenbach wurde am 8. Juli 1937 eingeweiht. Der offizielle Spatenstich erfolgte am 24. September 1935 unter großer Beteiligung der Reichenbacher Bürgerschaft. Ursprünglich diente ein freistehender 100 Meter hoher Holzturm als Antennenträger. Später wurde dieser Turm durch einen selbststrahlenden Sendemast ersetzt, der 1999 erneuert wurde. Der alte Sendemast wurde am 7. Mai 1945 gegen 21 Uhr durch die Wehrmacht gesprengt. Der Sender Reichenbach strahlte bis April 2013 auf 1188 kHz mit einer Leistung von 3 Kilowatt das Programm von MDR Info aus.

## Persönlichkeiten
- Johann Gottfried Lange (1718–1786), Baumeister
- Ernst Karl Gotthelf von Kiesenwetter (1757–1823; geb. in Leippa), Präsident der Oberamtsregierung
- Christian Gottlieb Käuffer (1757–1830; gest. in Reichenbach/O.L.), Pfarrer, Historiker
- Friedrich Wilhelm Käuffer (1786–1851), Rat am Appellationsgericht in Zwickau
- Otto Carl Claudius (1796–1877; geb. in Sohland a. Rotstein), Komponist, Kantor, Musiker
- Maximilian von Klotz (1796–1864; geb. in Biesig b. Reichenbach/O.L), deutscher Forstmann, ab 1830 kgl.-sächs. Oberforstmeister und Floß-Oberaufseher in Bärenfels
- Albrecht von Roon (1803–1879), preußischer General und Minister, Alterssitz auf Schloss Krobnitz
- Ludwig Eduard Nollau (1810–1869; geb. in Reichenbach/O.L.), Missionar, Mitbegründer der Unierten Kirche in den USA (UCC)
- Otto Theodor von Seydewitz (1818–1898; gest. in Biesig b. Reichenbach/O.L.), Präsident des deutschen Reichstages
- Damm von Seydewitz (1845–1899; geb. in Reichenbach/O.L.), Landeshauptmann der preußischen Oberlausitz
- Max Hermann Ohnefalsch-Richter (1850–1917), Archäologe
- Georg von Elsner (1861–1939), deutscher Meteorologe
- Heinrich Edgar Martini (1871–1932), Klassischer Philologe
- Johannes Fichtner (1902–1962), protestantischer Theologe
- Hans Schulze (1904–1982), Maler und Kunstpädagoge; war von 1931 bis 1939 und 1946 bis 1948 Zeichenlehrer in Reichenbach
- Erich Bär (1905–1981), Amateurastronom und Gründer der Volkssternwarte in Radeberg
- Werner Jochmann (1921–1994), Historiker, geboren in Biesig
- Barbara Bartos-Höppner (1923–2006), Schriftstellerin
- Manfred Freitag (1934–1995), Szenarist und Schriftsteller
- Andreas Böer (1950–2020), Politiker (CDU) und Vorsitzender der Synode der Evangelischen Kirche Berlin-Brandenburg-schlesische Oberlausitz
- Friedhelm Hans Hartmann (1963–2023; geb. in Reichenbach/O.L.), Komponist
- Roman Golombek (* 1976), Politiker (AfD), Mitglied des Stadtrats von Reichenbach